# Врба
Врба (Salix) је род биљака из породице врболике лишћаре (Salicaceae). Постоји око 350 врста врбе, различитих животних форми — најчешће је у питању дрво, мада може имати и форму жбуна, или приземне биљке.

## Опис
Кора стабла је сива и испуцала. Гране су танке и доста савитљиве, мада често долази до ломљења грана због њихове кртости. Лист је углавном узак и зашиљен на врху, тамнозелене боје на лицу и нешто свјетлији на наличју.
Врба је дводома (диецка) биљка — постоје мушке и женске биљке, које носе једнополне цветове. Плод садржи многобројна семена која се лако расејавају, а која сазревају понекад и истовремено са цветањем.
Расте обично на влажним подручјима, уз реке или на мочварној подлози.

## Лековита својства
Врба поседује и лековита својства. Њена кора се од давнина користи за прављење чаја који ублажава болове и поспешује излучивање отровних материја из организма. Осим коре користе се и младице са пупољцима на врху.
Данас се користи кора беле врбе(Salix alba), док је у прошлости било популарно лишће за домаћу израду лекова. Кора се сакупља када почну сокови, у рано пролеће. Од ње се праве тинктура, екстракт, прах или чај. Најважнији састојак коре је салицин. Врба је међу првим научно истраженим биљкама. Још у XIX веку је француски хемичар Лерокс извукао активни састојак из коре врбе и назвао га салицин, а од 1852. године салицин се производи синтетички да би 1899. године био произведен први аспирин.
Сличан састав имају и сродне врсте Salix caprea (ива) и Salix purpurea (ракита, црвена врба) па се могу употребљавати у исте сврхе.
Кора се препоручује против многих стања упале, укључујући ту и реуму и артритис (костобоља). Помаже при снижавању телесне температуре и стању грознице. Ослобађа од неуралгије, главобоље и осталих општих болова. Благи горки укус је особина која јој омогућава дејство стимуланса система за варење па се користи код гастро обољења.
Због садржаја салицина треба водити рачуна да не дође до предозирања, дакле строго придржавање у количини и дужини употребе (не дуже од 3-4 недеље). Особе преосетљиве на аспирин и оне код којих је чир активан не би требало да користе препарате од врбе.